# Bailleul-lès-Pernes
Bailleul-lès-Pernes ist eine französische Gemeinde mit 409 Einwohnern (Stand 1. Januar 2022) im Arrondissement Arras im Département Pas-de-Calais. Sie gehört zum Kanton Saint-Pol-sur-Ternoise und zum Kommunalverband Ternois.

## Lage
Die Gemeinde Bailleul-lès-Pernes liegt im Osten des Artois, 17 Kilometer westlich von Béthune. Nachbargemeinden von Bailleul-lès-Pernes sind Amettes im Nordosten, Sachin im Osten, Aumerval im Südosten, Étaing im Südwesten sowie Nédon im Nordwesten.

## Bevölkerungsentwicklung
| Jahr                       | 1962 | 1968 | 1975 | 1982 | 1990 | 1999 | 2006 | 2014 | 2022 |
| -------------------------- | ---- | ---- | ---- | ---- | ---- | ---- | ---- | ---- | ---- |
| Einwohner                  | 391  | 337  | 311  | 293  | 299  | 304  | 340  | 424  | 409  |
| Quellen: Cassini und INSEE |      |      |      |      |      |      |      |      |      |

## Sehenswürdigkeiten
- ' Kirche Saint-Omer
- Oratorium

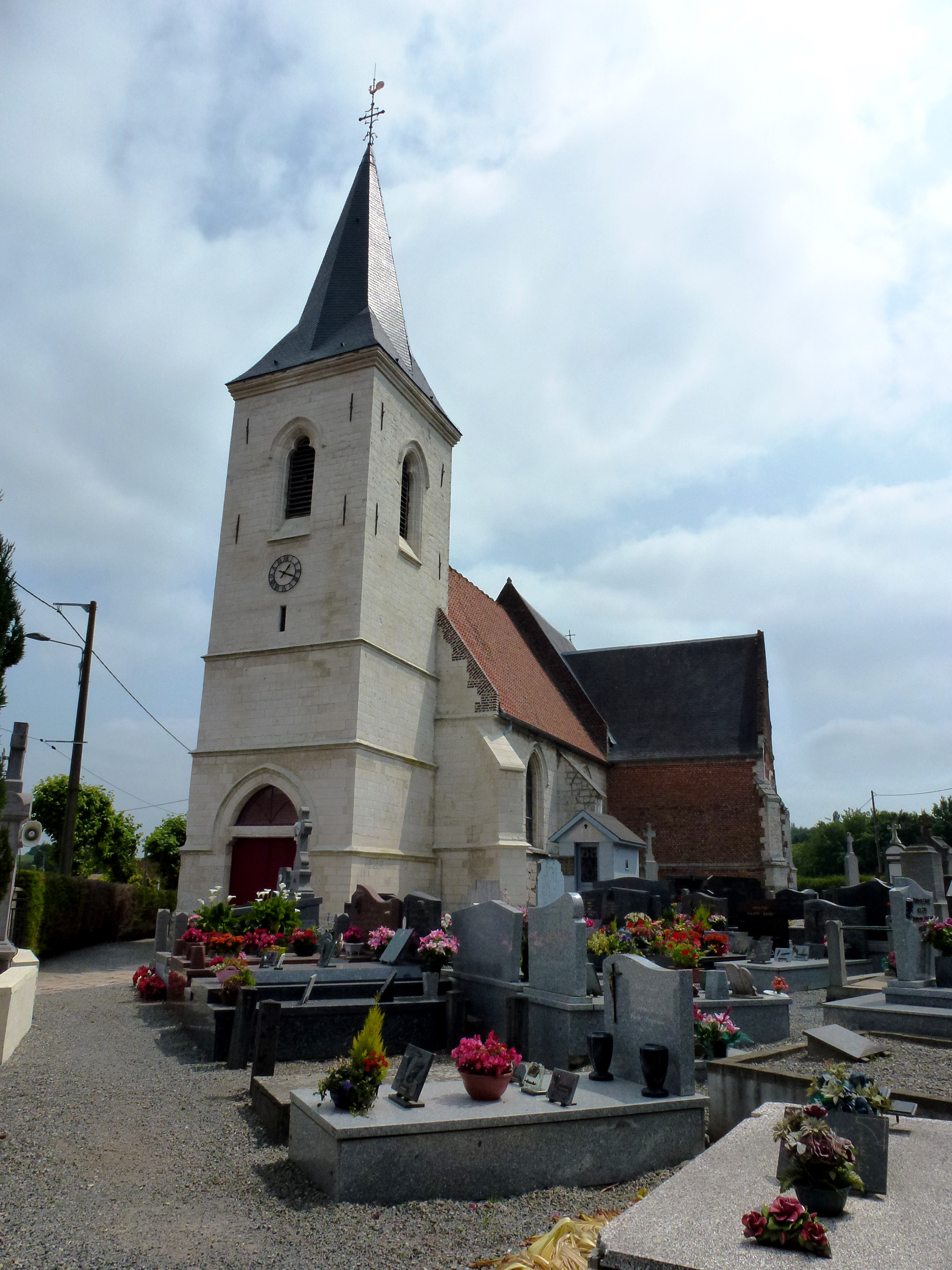
Kirche Saint-Omer
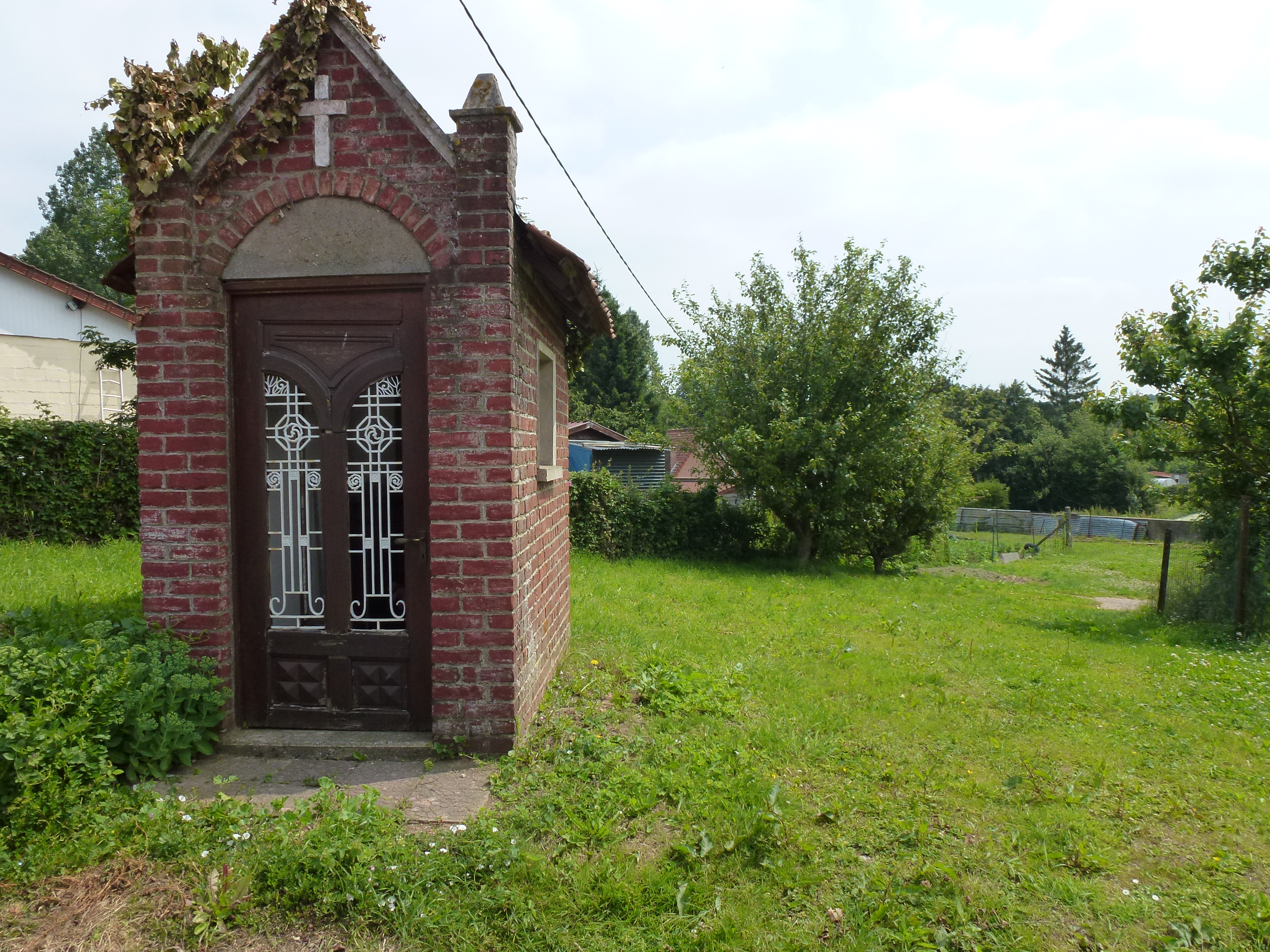
Oratorium
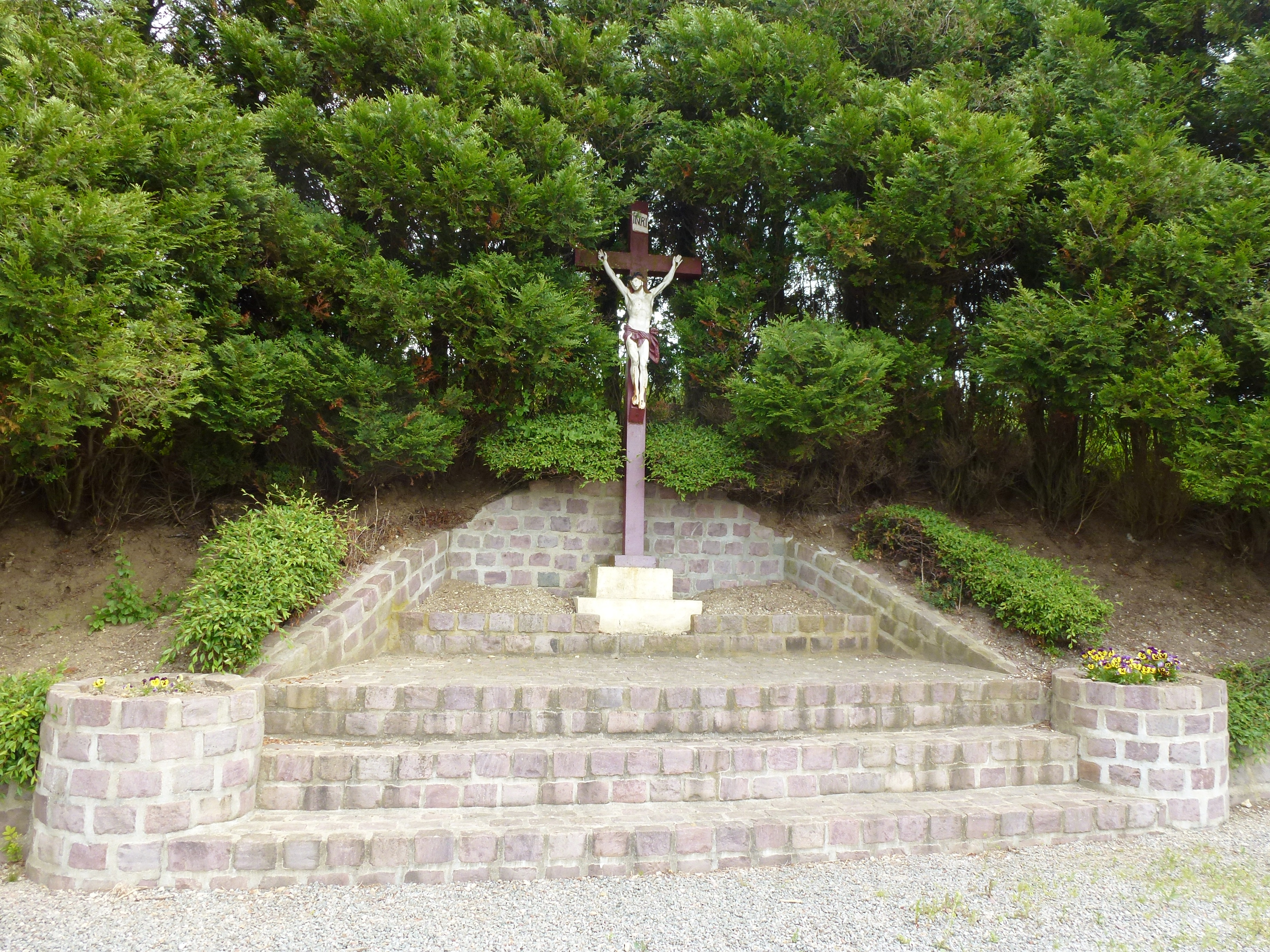
Bildstock
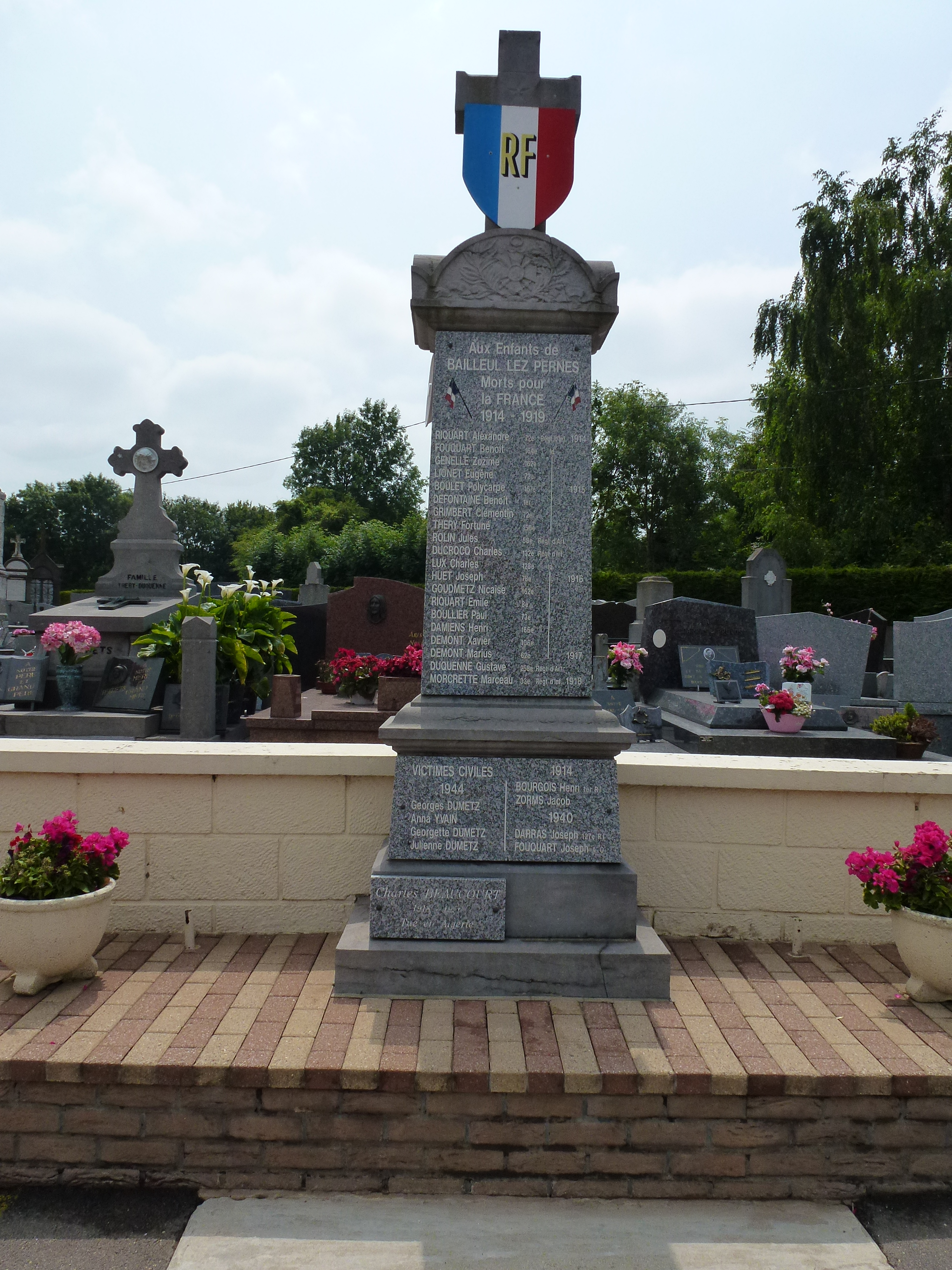
Kriegerdenkmal